# Transports en commun de La Rochelle
Ne doit pas être confondu avec Yégo.
Les transports en commun de La Rochelle, dont l'autorité organisatrice est la Communauté d'agglomération de La Rochelle, sont exploités par la SEMop Yélo Mobilités (groupe Transdev), Transdev Maritime La Rochelle (passeur et bus de mer) et Citiz pour l’auto-partage sous la marque Yélo (Créé en septembre 2009). Le  réseau dans sa configuration actuelle est en service depuis septembre 2017, succédant à l’ancien réseau de la RTCR qui datait de janvier 2010.

## Histoire

### Ancien tramway
Le Tramway de La Rochelle a fonctionné entre 1901 et 1929. Le réseau était à voie métrique et utilisait la traction à air comprimé. Il avait été concédé à monsieur Louis Mékarski.

### Remplacement par des autobus

#### Restructuration de 2017
Le 4 septembre 2017, le réseau est restructuré, avec des liaisons se voulant directes, ne convergeant plus toutes vers la Place de Verdun et les lignes sont échelonnées selon leur niveau d'importance, fonctionnant de 5h35 à 22h00,,:
Le réseau du lundi au samedi est composé par :
- Les lignes à haut niveau de service (nommées Illico), au nombre de 4, fonctionnent du lundi au samedi de 7h00 à 20h00, avec un passage toutes les 10 à 15 minutes ;
- Les lignes complémentaires, au nombre de 3, viennent desservir les quartiers de La Rochelle et les communes non desservies par les lignes Illico ;
- Les lignes de maillage, au nombre de 11, desservent de manière fine La Rochelle et son agglomération.

Le réseau dominicale est, lui, composé de 7 lignes (numérotées D1 à D7), tandis que les lignes scolaires sont reprises par le réseau Yélo, avec une nouvelle numérotation : les lignes commençant par « 200 » desservent les collèges, celles commençant par « 300 » desservent les lycées, et les lignes commençant par « 400 » desservent les écoles primaires.

#### Changement d’exploitant en 2025
Depuis le 1er janvier 2025, la Communauté d’agglomération de La Rochelle et le groupe international Transdev sont associés dans une société d'économie mixte à opération unique (Semop) pour exploiter la majeure partie du réseau de transports de l’agglomération rochelaise,. De ce fait, la régie des transports communautaires rochelais, l'établissement public à caractère industriel et commercial  quiexploitait historiquement la grande majorité du réseau de transports en commun de l’agglomération de La Rochelle, a disparu.
Le 21 juillet 2025, la Navette Cœur de Ville voit le jour, desservant les différents lieux du centre-ville de La Rochelle sous la forme d'une ligne circulaire, et fonctionnant tous les jours de la semaine, jours fériés inclus, de 9h00 à 19h55, avec un passage toutes les 15 minutes.
Le 25 août 2025, de nombreuses modifications sont apportées sur le réseau,:
- Sur les lignes du lundi au samedi :
  - La ligne Illico 1 a désormais un unique terminus sur son tronçon commun à Aytré, se situant au parc d'activités de Belle Aire, tandis que la branche 1a, les arrêts Eugène Dor et Air Liquide ne sont plus desservis et l'arrêt Frigo desservi à cette date ;
  - La ligne Illico 3 bénéficie d'un site propre entre le rond-point Jean Moulin et le terminus P+R Simone Veil, et l'arrêt La Petite Courbe est créé, à proximité du marais de Tasdon ;
  - La ligne Illico 4 bénéficie de véhicules articulés tous les jours de la semaine ;
  - La ligne 5 voit le jour, reliant le Port de Pêche de La Rochelle à la Gare d'Aytré, en desservant les quartiers du Port-Neuf, de la Genette, le centre-ville de La Rochelle, le P+R Simone Veil, ainsi que le centre d'Aytré, fonctionnant du lundi au samedi de 6h30 à 21h00, avec un passage toutes les 15 minutes entre le quartier de Port-Neuf et le P+R Simone Veil en heure de pointe, et toutes les 30 minutes sur le reste de la ligne toute la journée ;
  - La ligne 7 est raccourcie sur son tronçon commun, effectuant son terminus à la Place de Verdun, son ancien itinéraire jusqu'au Port de Pêche étant repris par la nouvelle ligne 5 ;
  - La ligne 8 bénéficie d'un site propre entre le rond-point de Périgny et le Pont des Salines, et l'arrêt Collège Fabre d’Eglantine est supprimé ;
  - La ligne 10 est modifiée, empruntant dans les deux sens le chemin des Remparts, tandis que les arrêts Museum et Glacière ne sont plus desservis, et voit également sa fréquence renforcée, avec un passage toutes les 30 minutes en heure de pointe et toutes les 60 minutes en heure creuse ;
  - La ligne 12 est modifiée, empruntant dans les deux sens le chemin des Remparts, tandis que les arrêts Museum et Glacière ne sont plus desservis, desservant désormais l'arrêt Les Moindreaux à Marsilly, et voit également sa fréquence renforcée, avec un passage toutes les 30 minutes en heure de pointe et toutes les 60 minutes en heure creuse ;
  - La ligne 14 voit également sa fréquence renforcée, avec un passage toutes les 30 minutes en heure de pointe et toutes les 60 minutes en heure creuse ;
  - La ligne 15 est modifiée, desservant désormais les arrêts nouvellement créés La Renaudrie et La Laiterie sur la commune de Sainte-Soulle via la rue de l’Aunis, et voit également sa fréquence renforcée, avec un passage toutes les 30 minutes en heure de pointe et toutes les 60 minutes en heure creuse ;
  - La ligne 16 est modifiée, bénéficiant d'un itinéraire aller-retour unique le matin et le soir, en desservant le pôle d'échanges multimodal P+R Périgny, tandis que les arrêts Quatre Chevaliers et Joliot-Curie sont supprimés à cette date ;
  - La ligne 17 est modifiée, desservant le pôle d'échanges multimodal P+R Périgny, tandis que les arrêts Quatre Chevaliers et Joliot-Curie sont supprimés, et voit également sa fréquence renforcée, avec un passage toutes les 30 minutes en heure de pointe et toutes les 60 minutes en heure creuse ;
  - La ligne 18 est modifiée, voyant son itinéraire changé sur la commune de La Jarrie, en desservant l'arrêt Gymnase Jacky Héraud via la rue du Chemin Vert, ainsi que le pôle d'échanges multimodal P+R Périgny, tandis que les arrêts Quatre Chevaliers et Joliot-Curie sont supprimés, et voit également sa fréquence renforcée du lundi au vendredi, avec un passage toutes les 30 minutes en heure de pointe et toutes les 60 minutes en heure creuse ;
  - La ligne 19 est modifiée, bénéficiant d'un itinéraire plus direct sur les communes de La Jarne et d'Aytré, l'arrêt Le Pigeonnier voit le jour à La Jarne, et la commune de Salles-sur-Mer est desservie par toutes les courses du lundi au vendredi, la ligne étant limitée le samedi à l'arrêt Gymnase des Quatre Chevaliers situé à La Jarne, et voit également sa fréquence renforcée, avec un passage toutes les 30 minutes en heure de pointe et toutes les 60 minutes en heure creuse ;
  - La ligne 20 est modifiée, circulant désormais sur l’avenue Lisiack à Aytré, et voit sa fréquence renforcée, avec un passage toutes les 30 minutes en heure de pointe et toutes les 60 minutes en heure creuse ;
  - La ligne 21 est scindée en deux :
    - La nouvelle ligne 21 circule désormais entre Thairé et la Gare de Châtelaillon-Plage, avec une fréquence renforcée en heure de pointe du lundi au vendredi, à raison d'un passage toutes les 30 minutes ;
    - La nouvelle ligne 22 circule entre Yves et la Gare de Châtelaillon-Plage, avec une fréquence renforcée en heure de pointe du lundi au vendredi, à raison d'un passage toutes les 30 minutes.

- Sur les lignes dominicales :
  - La ligne D1 est modifiée, ne desservant plus les arrêts Eugène Dor et Air Liquide, tandis que l'arrêt Frigo desservi ;
  - La ligne D5 change de numéro, devenant la ligne D9, sans modification d'itinéraire.
- Sur les lignes nocturnes :
  - La ligne N1 est modifiée, les arrêts Eugène Dor et Air Liquide ne sont plus desservis et l'arrêt Frigo désormais desservi.

## Réseau actuel
Le réseau Yélo dispose d'une offre de transport composée d'une trentaine de lignes de bus (19 en semaine, 5 le dimanche hors période d’été puis l’apparition de 4 lignes supplémentaires le dimanche et 2 lignes d'été pour l’île de Ré), de deux lignes de bateau-bus, d'un service d'autopartage de voitures électriques (Yélomobile), d'un service Yélo la nuit sur les communes rochelaises et de covoiturage, d'un service de transport à la demande (TAD), d'un service de vélos en libre-service grâce à l’application Freebike et/ou avec un abonnement au mois ou à l’année, avec la possibilité de louer un vélo à longue durée (vélo  cargo, standard, etc.) et complétant la location touristique des vélos jaunes traditionnels.
Le réseau propose également un service de navettes lors de grands événements notamment lors de concerts à La Sirène (salle de concert).
Pendant les mois de juillet-août, 4 lignes sont rajoutées au réseau, la ligne D6 qui relie la Place de Verdun/ Châtelaillon-plage uniquement les dimanches d’été, la ligne D7 relie Port de pêche/ Place de Verdun uniquement les dimanches d’été, puis 2 lignes : la ligne 50 qui relie Place de Verdun en passant par l’avenue Coligny/ Sablanceaux Plage Île de Ré (Roule du lundi au dimanche) puis la ligne 51 Vélo pour pouvoir se balader à l’île de re avec son vélo qui emprunte le même trajet que la 50(Roule du lundi au dimanche), les lignes 50/51 roulent avec des bus articulés lors des périodes estivales. Des renforts de lignes peuvent être observés lors des jours de fortes chaleurs, etc.

### Lignes d'autobus
| Lignes en semaine (L/M/Me/J/V/S) | Parcours | Fréquence de passage du lundi au vendredi                                                                                           | Fréquence de passage le samedi |
| -------------------------------- | --- | --- | --- |
| ILLICO 1a/ 1b                    | La Rochelle :1a La Pallice / 1b Laleu < par centre ville >1a Aytré-plage / 1b Z.A. Aytré                                           | +/- 10 minutes | +/- 15 minutes |
| ILLICO 2                         | La Rochelle : Mireuil < par centre-ville > La Rochelle : Villeneuve                                                                | +/- 10 minutes | +/- 15 minutes |
| ILLICO 3                         | Lagord : Greffières < par centre-ville / Université / Bongraine > Aytré : Cottes Mailles                                           | +/- 10 minutes | +/- 15 minutes |
| ILLICO 4                         | Puilboreau : Beaulieu < par centre-ville > La Rochelle : Les Minimes                                                               | +/- 15 minutes | +/- 15 minutes |
| 6                                | Lagord : Lycée Vieljeux < par Mireuil / Port neuf / Le Mail > LR: Place de Verdun                                                  | +/- 30 minutes | +/- 30 minutes |
| 7a / 7b / 7                      | La Rochelle : Chef de Baie roule du lundi au vendredi / Port Neuf < par centre-ville / 7a ou 7b St Eloi > 7a Périgny/ 7b Dompierre | +/- 30 minutes en heures creuses +/- 15 minutes en heures pleines                                                                   | +/- 30 minutes |
| 8                                | Saint-Rogatien < par Périgny > La Rochelle : Dames Blanches                                                                        | +/- 30 minutes en heures creuses +/- 15 minutes en heures pleines                                                                   | +/- 30 minutes |
| 10                               | L'Houmeau < par Lagord > La Rochelle : Place de Verdun                                                                             | +/- 60 minutes en heures creuses +/- 30 minutes en heures pleines                                                                   | +/- 60 minutes |
| 11                               | Nieul-sur-mer < par Lagord / Fétilly > La Rochelle : Place de Verdun                                                               | +/- 30 minutes | +/- 30 minutes |
| 12                               | La Rochelle : Place de Verdun < par Marsilly > Esnandes                                                                            | +/- 60 minutes | +/- 60 minutes |
| 13                               | Saint-Xandre < par Puilboreau centre / Lafond > La Rochelle : Place de Verdun                                                      | +/- 30 minutes | +/- 30 minutes |
| 14                               | Dompierre-sur-mer < par Puilboreau Est / Beauregard > La Rochelle : Place de Verdun                                                | +/- 30 minutes en heures pleines +/- 60 minutes en heures creuses                                                                   | +/- 30 minutes en heures pleines +/- 60 minutes en heures creuses                                                                   |
| 15                               | Verines < par Loiré / Ste Soulle / Dompierre centre > La Rochelle : Place de Verdun                                                | +/- 120 minutes en heures creuses +/- 60 minutes en heures pleines                                                                  | +/- 120 minutes |
| 16                               | Périgny : Zone Industrielle <> La Rochelle : Dames Blanches                                                                        | +/- 30 minutes | Ne circule pas le samedi |
| 17                               | St-Christophe < par St-Médard / Montroy / Bourgneuf > La Rochelle : Gare SNCF                                                      | +/- 60 minutes en heures pleines +/- 120 à 300 min en heures creuses                                                                | +/- 120 minutes |
| 18                               | La Jarrie : Gare de La Jarrie < par Croix-Chapeau / Clavette > La Rochelle : Gare SNCF                                             | +/- 60 minutes en heures pleines +/- 120 à 300 min en heures creuses                                                                | +/- 120 minutes |
| 19                               | Salles-sur-Mer : Les Bonneveaux / La Jarne < par Aytré-Nord > La Rochelle : Dames Blanches                                         | +/- 70 minutes (depuis La Jarne) | +/- 70 minutes (depuis La Jarne) |
| 20                               | Châtelaillon-Plage < par Angoulins-sur-Mer / Aytré - Grands Prés > La Rochelle : Gare SNCF                                         | +/- 30 minutes en heures pleines (depuis la gare de Châtelaillon) +/- 70 minutes en heures creuses (depuis la gare de Châtelaillon) | +/- 30 minutes en heures pleines (depuis la gare de Châtelaillon) +/- 70 minutes en heures creuses (depuis la gare de Châtelaillon) |
| 21                               | Thairé < par St-Vivien / Châtelaillon-Plage > Yves                                                                                 | +/- 40 minutes en heures creuses | +/- 120 minutes en heures creuses                                                                                                   |
| TAD30                            | Vers Beaulieu P+R / Gare SNCF de La Jarrie                                                                                         | Sur réservation | Sur réservation |
| TAD31                            | Vers Gare de Châtelaillon-Plage | Sur réservation | Sur réservation |
| 50 (juillet-août)                | La Rochelle : Place de Verdun <> Ile de Ré : Sablanceaux                                                                           | +/- 60 minutes en heures creuses +/- 30 minutes en heures pleines                                                                   | +/- 60 minutes en heures creuses +/- 30 minutes en heures pleines                                                                   |
| 51 (juillet-août)                | La Rochelle : Place de Verdun <> Ile de Ré : Sablanceaux - Bus spécial vélo                                                        | +/- 70 minutes | +/- 70 minutes |

### Lignes de Bateau
Le réseau Yélo dispose de deux lignes de bateau, le Bus de Mer et le Passeur.
Le Bus de mer est une ligne reliant le Vieux Port de La Rochelle au port des Minimes. Elle comporte deux arrêts. Depuis son ouverture en mai 2009, les bateaux utilisés sont à propulsion électro-solaire. Depuis septembre 2017, un des deux bateaux est propulsé à l'hydrogène à titre d'expérimentation.
Le passeur est une ligne reliant le Vieux-Port de La Rochelle et le quartier de la Ville-en-Bois (médiathèque) en bateau électrique. Elle comporte deux arrêts.

En novembre 2017, l'élue chargée des transports au sein de l'agglomération de La Rochelle évoquait la possibilité de créer de nouvelles lignes maritimes depuis le port des Minimes pour rallier Nieul s/ Mer, La Pallice ou Port-Neuf grâce à l'augmentation de l'autonomie permise par la technologie hydrogène.
| Ligne | Caractéristiques | Caractéristiques              | Caractéristiques              | Caractéristiques              | Caractéristiques              | Caractéristiques                              | Caractéristiques                         | Caractéristiques              | Caractéristiques              |
| BM    | Bus de Mer | Bus de Mer                    | Bus de Mer                    | Bus de Mer                    | Bus de Mer                    | Bus de Mer                                    | Bus de Mer                               | Bus de Mer                    | Bus de Mer                    |
| BM    | Vieux Port ⥋ Port des Minimes | Vieux Port ⥋ Port des Minimes | Vieux Port ⥋ Port des Minimes | Vieux Port ⥋ Port des Minimes | Vieux Port ⥋ Port des Minimes | Vieux Port ⥋ Port des Minimes                 | Vieux Port ⥋ Port des Minimes            | Vieux Port ⥋ Port des Minimes | Vieux Port ⥋ Port des Minimes |
| ----- | --- | ----------------------------- | ----------------------------- | ----------------------------- | ----------------------------- | --------------------------------------------- | ---------------------------------------- | ----------------------------- | ----------------------------- |
| BM    | Ouverture / Fermeture février 2010 / — | Longueur —                    | Durée 20 min                  | Nb. d’arrêts 2                | Matériel Bateau               | Jours de fonctionnement L, Ma, Me, J, V, S, D | Jour / Soir / Nuit / Fêtes O / N / N / N | Voy. / an —                   | Exploitant Transdev Proxiway  |
| BM    | Desserte : - Communes : La Rochelle - Principaux arrêts desservis : Vieux Port • Port des Minimes                                                                         |                               |                               |                               |                               |                                               |                                          |                               |                               |
| BM    | Autre : Chaque année En raison du Grand Pavois l'embarquement du Bus de Mer aux Minimes s'effectue au ponton 47. - Le service est interrompu au moment de la marée basse. |                               |                               |                               |                               |                                               |                                          |                               |                               |
| BM    | Dernière actualisation : — |                               |                               |                               |                               |                                               |                                          |                               |                               |
| P     | Passeur | Passeur                       | Passeur                       | Passeur                       | Passeur                       | Passeur                                       | Passeur                                  | Passeur                       | Passeur                       |
| P     | Vieux Port ⥋ Médiathèque Michel-Crépeau |                               |                               |                               |                               |                                               |                                          |                               |                               |
| P     | Ouverture / Fermeture février 2010 / — | Longueur —                    | Durée 5 min                   | Nb. d’arrêts 2                | Matériel Bateau               | Jours de fonctionnement L, Ma, Me, J, V, S, D | Jour / Soir / Nuit / Fêtes O / N / N / O | Voy. / an —                   | Exploitant Transdev Proxiway  |
| P     | Desserte : - Communes : La Rochelle - Principaux arrêts desservis : Vieux Port • Médiathèque Michel-Crépeau                                                               |                               |                               |                               |                               |                                               |                                          |                               |                               |
| P     | Autre : - Le service est interrompu au moment de la marée basse. - Octobre à mars : fonctionne les week-ends, jours fériés et vacances scolaires.                         |                               |                               |                               |                               |                                               |                                          |                               |                               |
| P     | Dernière actualisation : — |                               |                               |                               |                               |                                               |                                          |                               |                               |

## Parcs de stationnement
Sur la voirie, 3 156 places de stationnement payant, dont 35 places pour les personnes handicapées
Les parkings :
- Vieux port Sud : 615 places
- Parking Verdun : 600 places
- Parking du Bastion : 200 places
- Parc de l'Encan : 410 places
- Parc Saint-Jean-d'Acre : 800 places

### Les parkings Relais avec interconnexion bus Yélo
- P+R Jean Moulin : 350 places
  - Connexion lignes ILLICO 1a/1b, ILLICO 2, 8, 16, 17, 18, 19, 20
- P+R Les Greffières : 300 places
  - Connexion lignes ILLICO 3, 11,12
- P+R ILLICO Vieljeux: 
  - Connexion lignes ILLICO 3, 10
- P+R Beaulieu : 150 places
  - Connexion ligne ILLICO 4, TAD 31,
- P+R Simone Veil : 130 places 
  - Connexion ligne 19/ ILLICO 3
- P+R Saint Rogatien : 40 places
  - Connexion ligne 8

## Vélos

### Politique du vélo à La Rochelle
La Rochelle s’est engagée pour le vélo dès 1974, en inaugurant, pour la première fois en France, un service gratuit de mise à disposition du public de vélos en libre-service : les vélos jaunes, qui étaient au nombre de 400.
Aujourd’hui, l’agglomération rochelaise dispose de plus de 160 km d’aménagements cyclables (86 km d’aménagements cyclables intra-muros, et plus de 80 km pour les autres communes de l’agglomération), dont des itinéraires sécurisés et fléchés (par exemple l’itinéraire de 38 km entre La Rochelle et Rochefort), et 1 448 arceaux (soit 2 896 places) sont installés dans le centre-ville.
Les transports en commun intègrent également cette dimension et sont adaptés au vélo. Il est ainsi possible de prendre le passeur électrique ou le bus pour l’île de Ré avec son vélo.
En 2008, l’agglomération a modifié en profondeur son offre de vélo en libre service en refondant son offre Vélo Jaune en vélos Yélo. Ce concept plus proche des services de libre service actuel permet un libre-service de vélos, disponibles à toute heure de la journée, tous les jours de l’année. À partir de juin 2009, les 300 vélos affectés à ce service sont disponibles dans chacune des 56 stations réparties sur l’agglomération.

### Schéma directeur 2012-2024
La Communauté d'Agglomération vient d'adopter un nouveau Schéma directeur des liaisons cyclables 2012-2024 qui prévoit de porter de 232 à 340 km le réseau des voies cyclables et d'en garantir la continuité et la sûreté, afin de renforcer encore l'utilisation du vélo sur le territoire.
Le 1er schéma directeur, approuvé en mars 2002, a permis de consolider le réseau cyclable avec 232 km d’aménagements pour les cyclistes. L’ensemble de ces itinéraires a permis de donner la part belle au vélo (8 %) en 2011 : cela signifie concrètement que 8 % des trajets sont effectués à vélo sur le territoire !
Afin de renforcer encore cet engouement pour le vélo, l'agglomération se dote aujourd'hui d'un nouveau schéma directeur, élaboré en concertation avec les associations, usagers et collectivités.
En appui sur le réseau existant, il s’emploiera à achever le précédent schéma et mettra en avant 6 objectifs prioritaires :
- Accentuer les liaisons domicile / travail, domicile / école et vers les équipements à caractère communautaire (d’intérêt public, économique et commercial) ;
- Accentuer les liaisons de rabattement vers les pôles d’échange de transport (bus, train, parc relais, aire de covoiturage…) ;
- Traiter les points durs (voie rapide, ferrée, voie d’eau, giratoire…) pour garantir la sécurité et les continuités ;
- Terminer de relier les communes entre elles ;
- Terminer de relier la terre à la côte ;
- Se raccorder aux communes limitrophes (12 raccords).

## Galerie photo

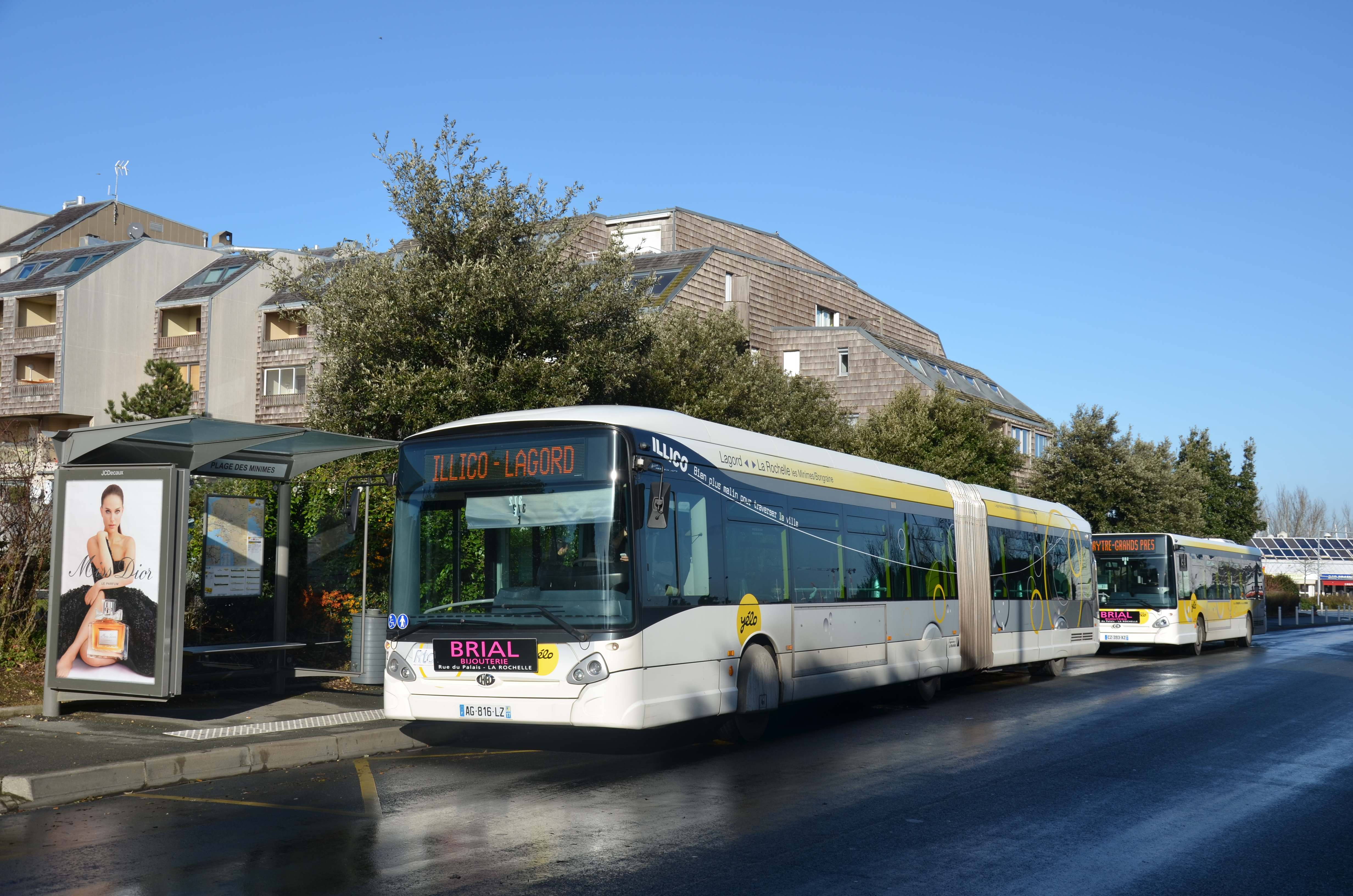
Un autobus articulé (ligne Illico) et un second autobus (ligne 17) à l'arrêt de la plage des Minimes.
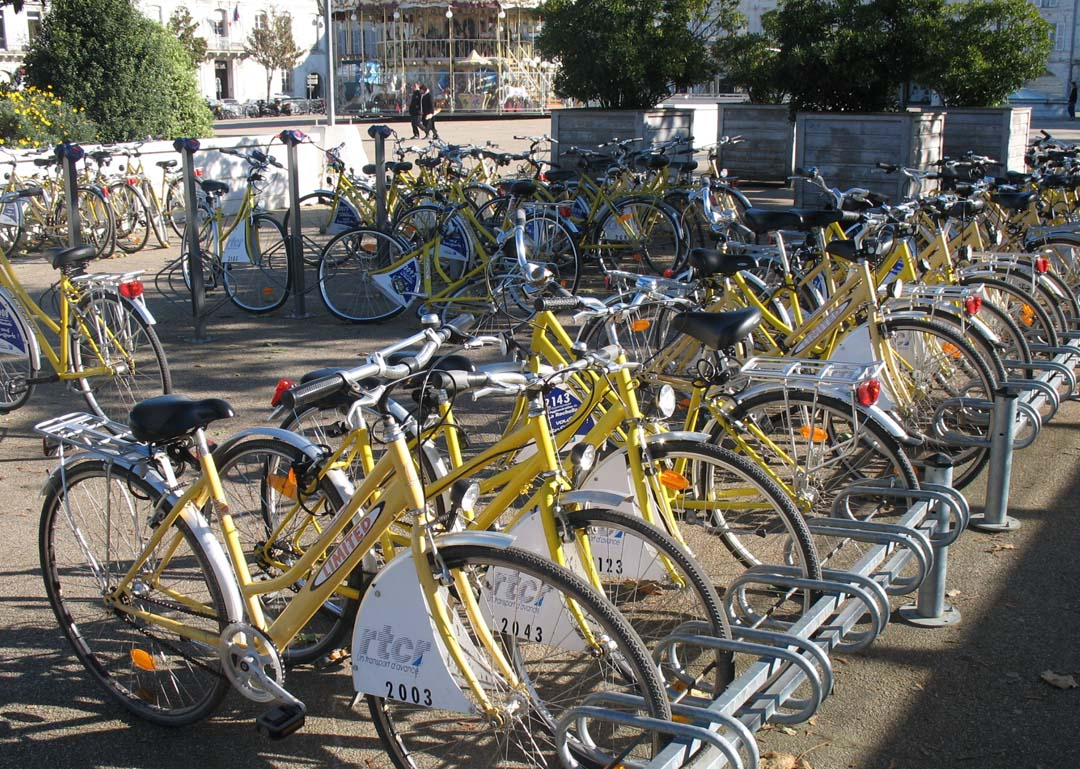
La location des vélos jaune, place de Verdun, 2006.
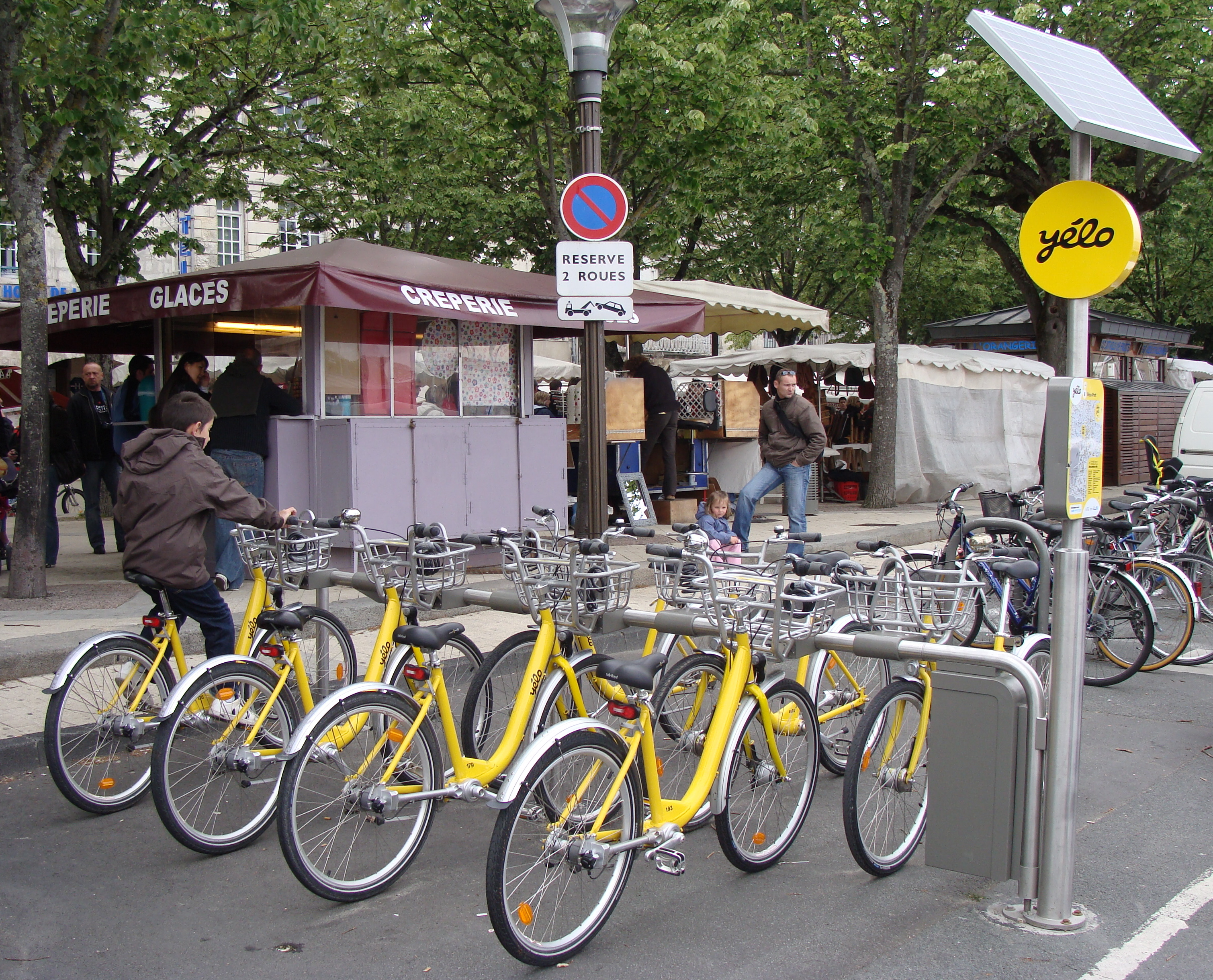
Les vélos Yélo nouvelles générations en libre service, station Vieux Port 1 & 2 (anciennement Cours des Dames), 2010.
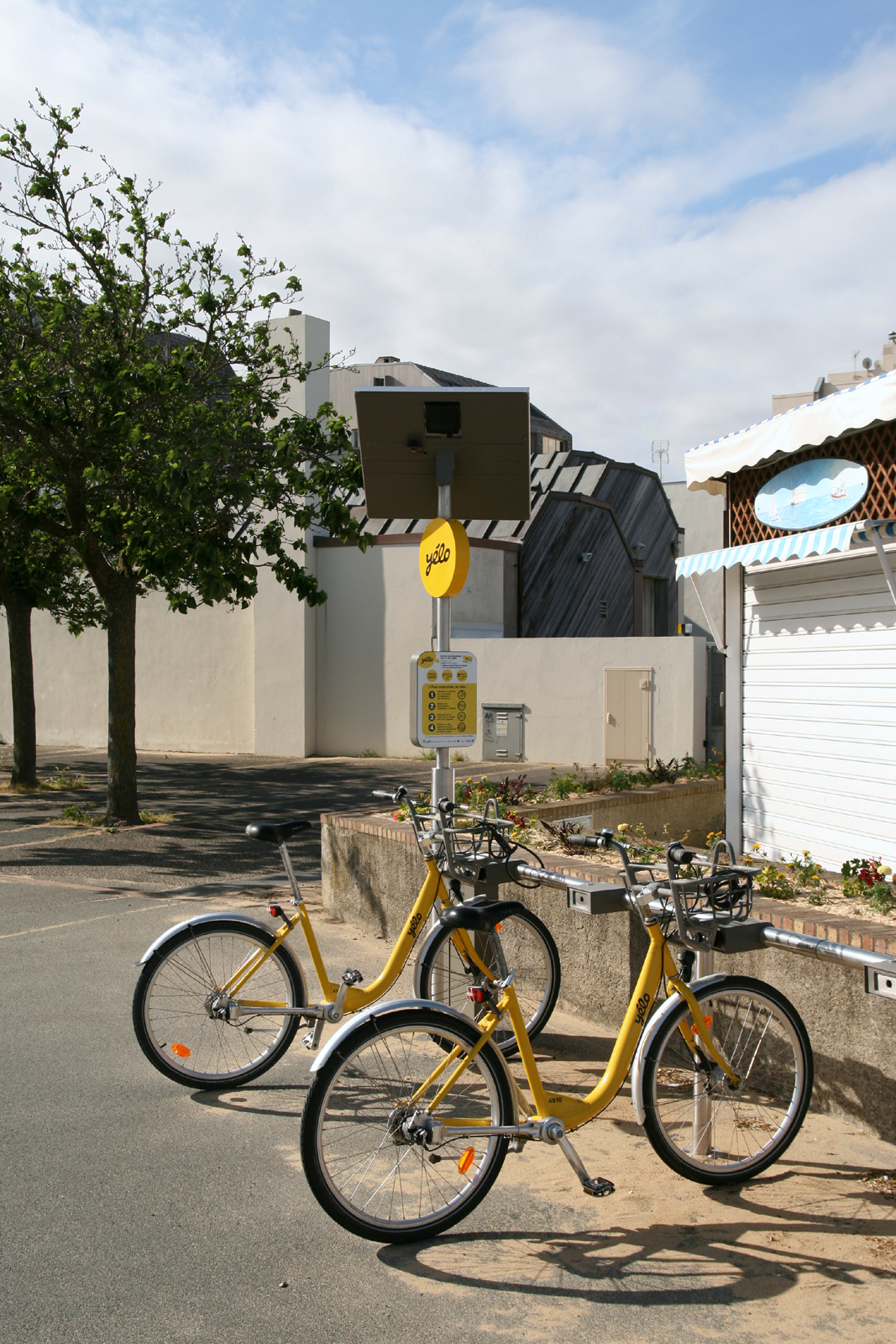
Station de vélo libre service, Yélo. (Station « Plage des Minimes », à La Rochelle)
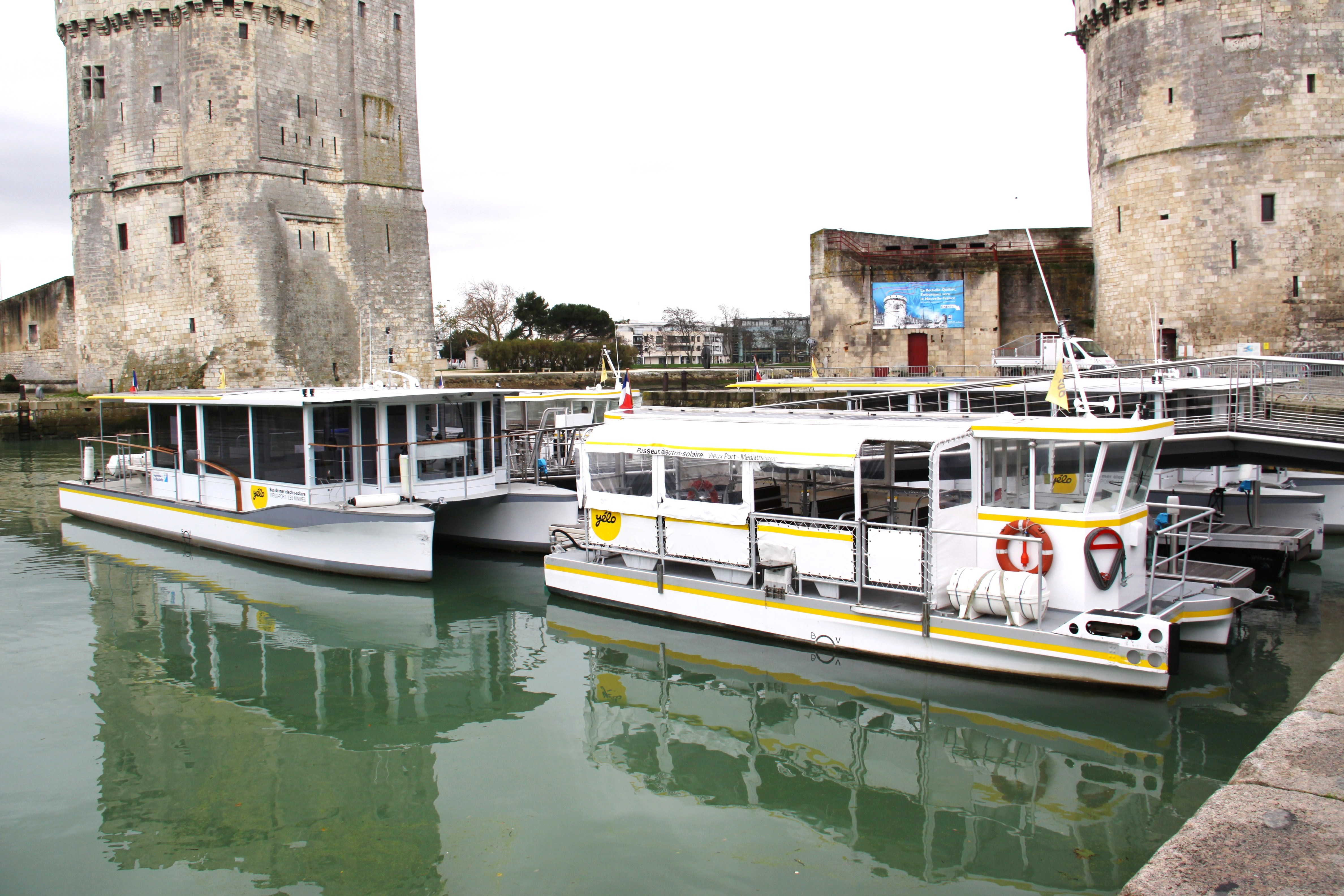
Le Passeur, bateau électro-solaire dans le port de La Rochelle, 2009.
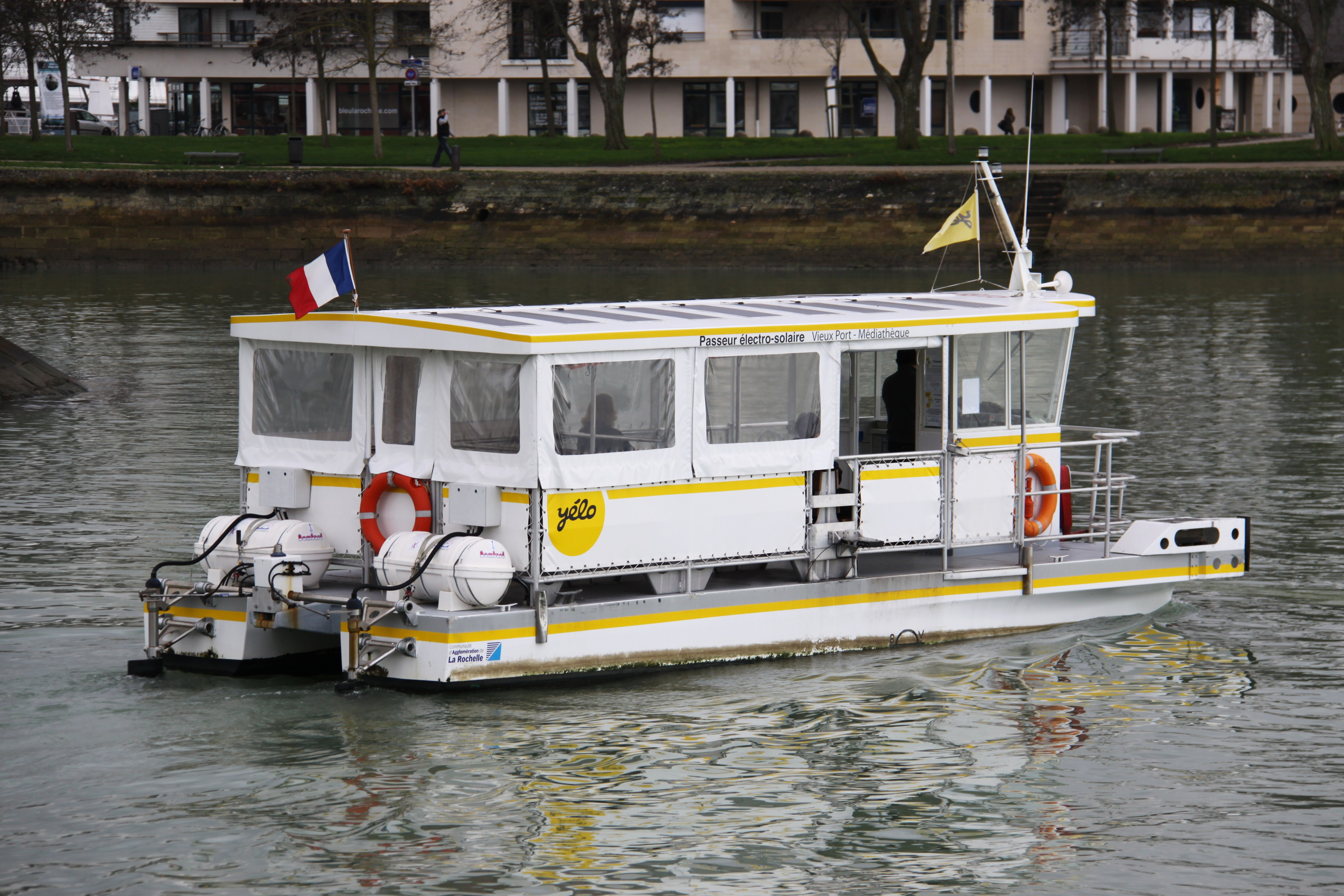
Le Passeur électro-solaire reliant le Vieux Port et la médiathèque Michel Crépeau.
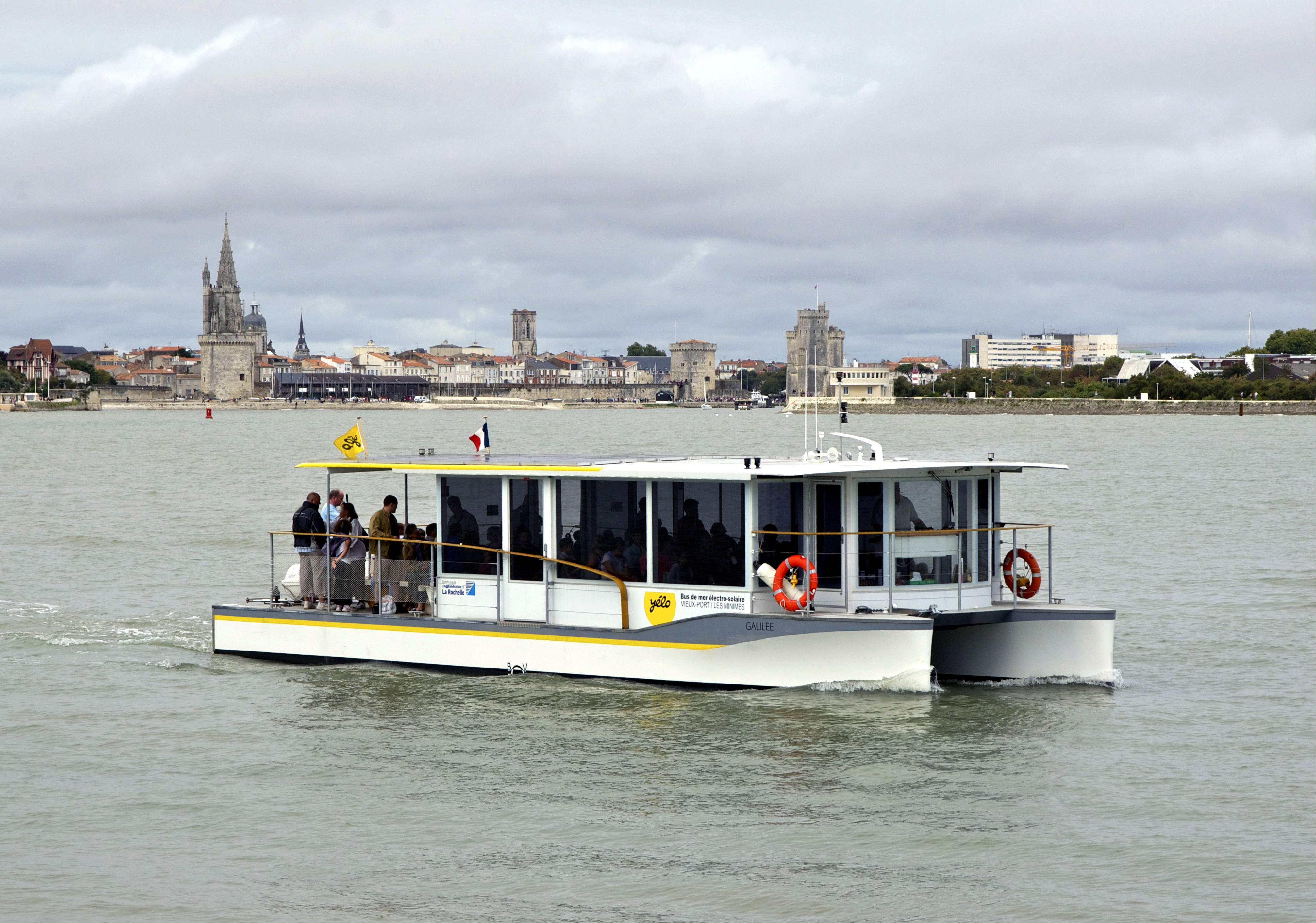
Le Bus de Mer électro-solaire reliant le Vieux Port au port des Minimes.
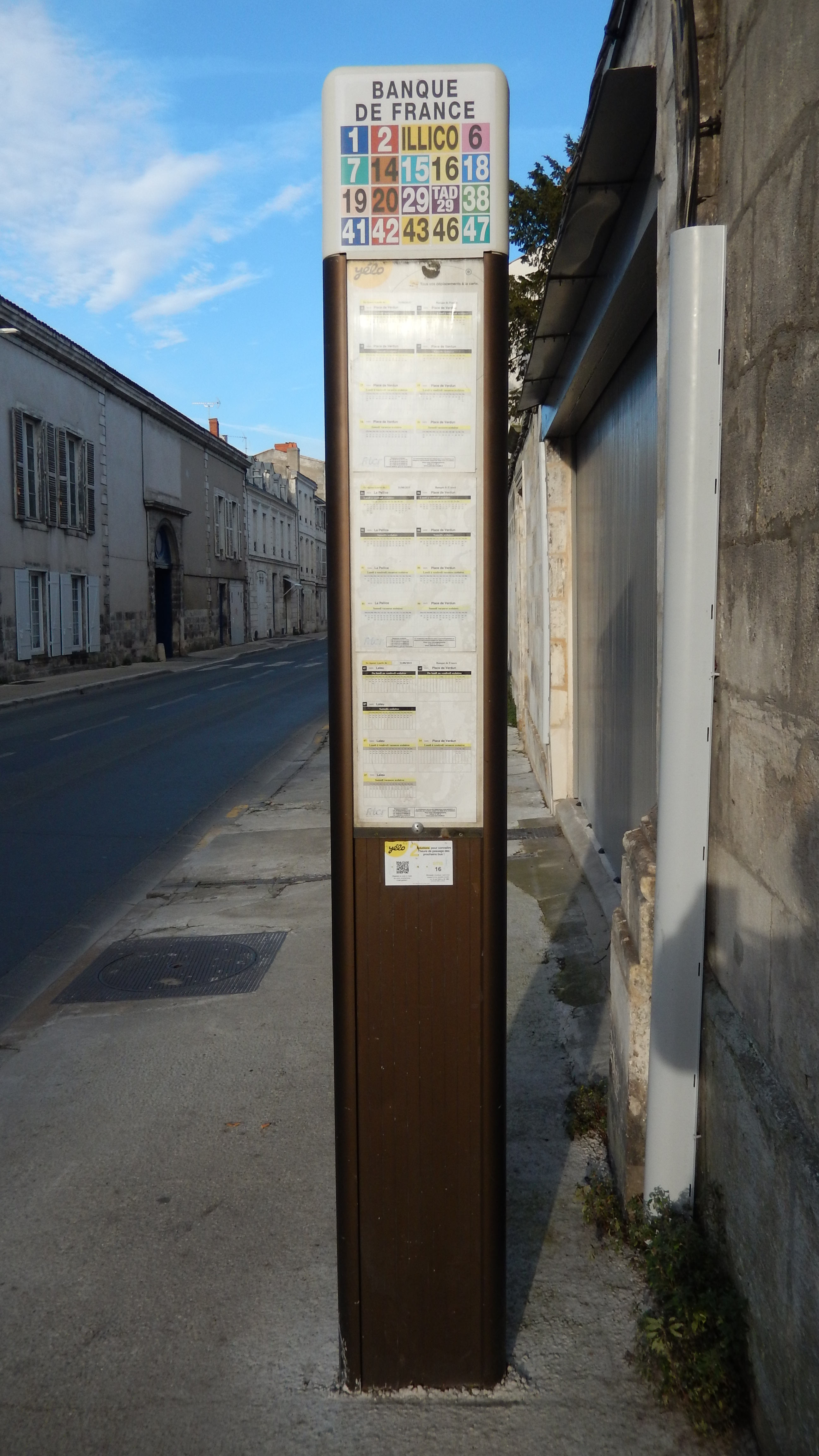
L'ancien poteau de l'arrêt de bus Banque de France, à La Rochelle.